# Via Frattina
La Via Frattina est l'une des rues les plus connues du centre historique de Rome. Elle débute au pied de l'escalier de la Trinité des Monts, et fait partie des rues commerçantes les plus célèbres de Rome. 

## Géographie
Située au nord du centre historique, le fameux Trident, qui relie la via del Corso à la Piazza Mignanelli, elle doit son nom au premier propriétaire du Palais di Propaganda Fide, Bartolomeo Ferratino (1537-1606).

## Histoire
La Via Frattina suit le chemin d'une route de l'époque romaine utilisée par les habitants des villas du Pincio, pour aller vers le centre de la ville. Pavée au XVIe siècle, c'est aussi à cette époque que la zone est lotie et que des résidences sont construites. À la fin de la rue se dresse le palais de l'Ambassade d'Espagne.
Dans les années 1960, avec la via dei Condotti et la via Borgognona, la via Frattina devient l'une des principales rues du shopping romain, avec une vocation plus marquée vers la couture, l'argenterie et le mobilier.

## Transport
La rue est reliée à la station de métro Spagna.

## Vues

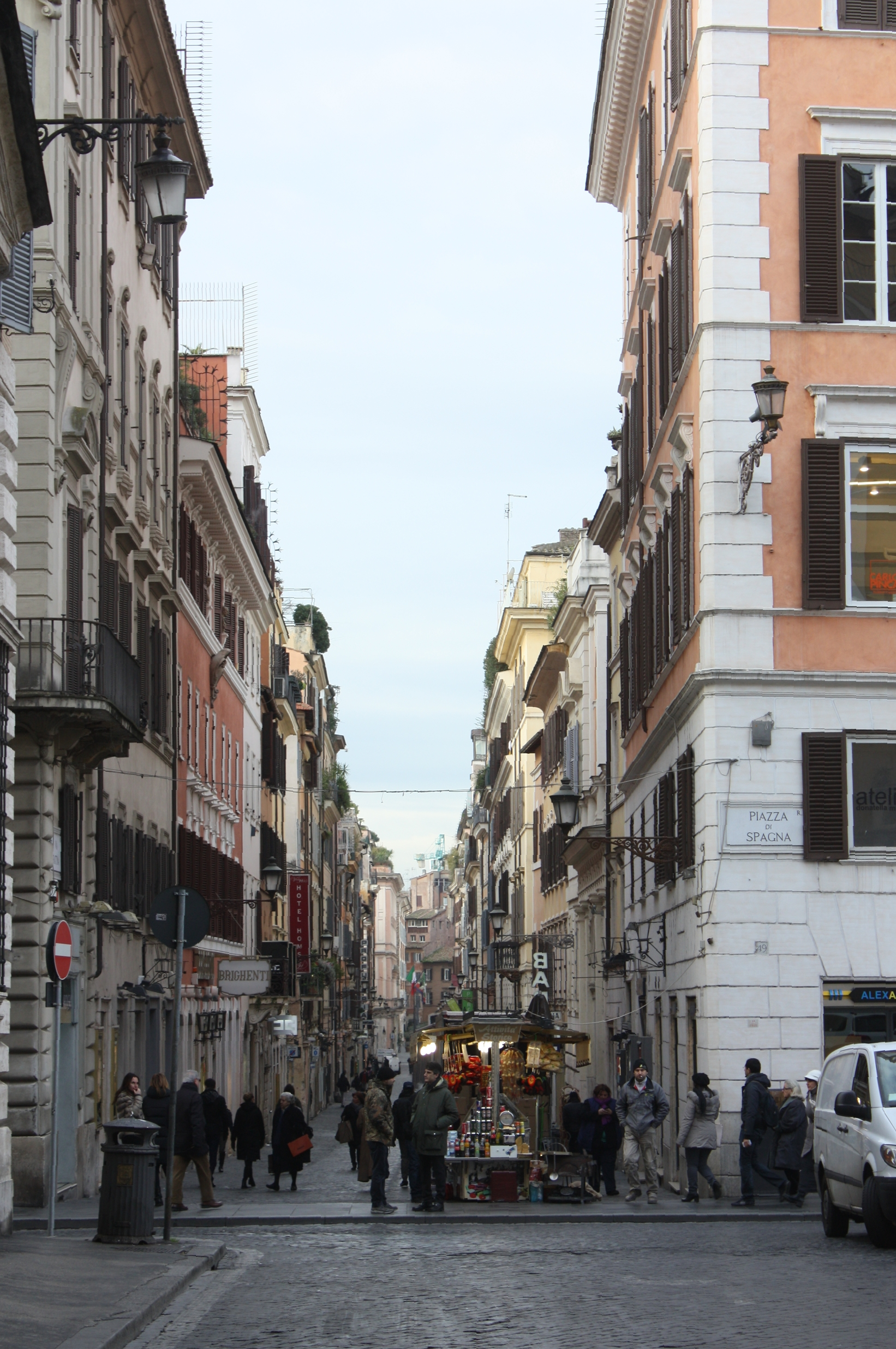
Via Frattina
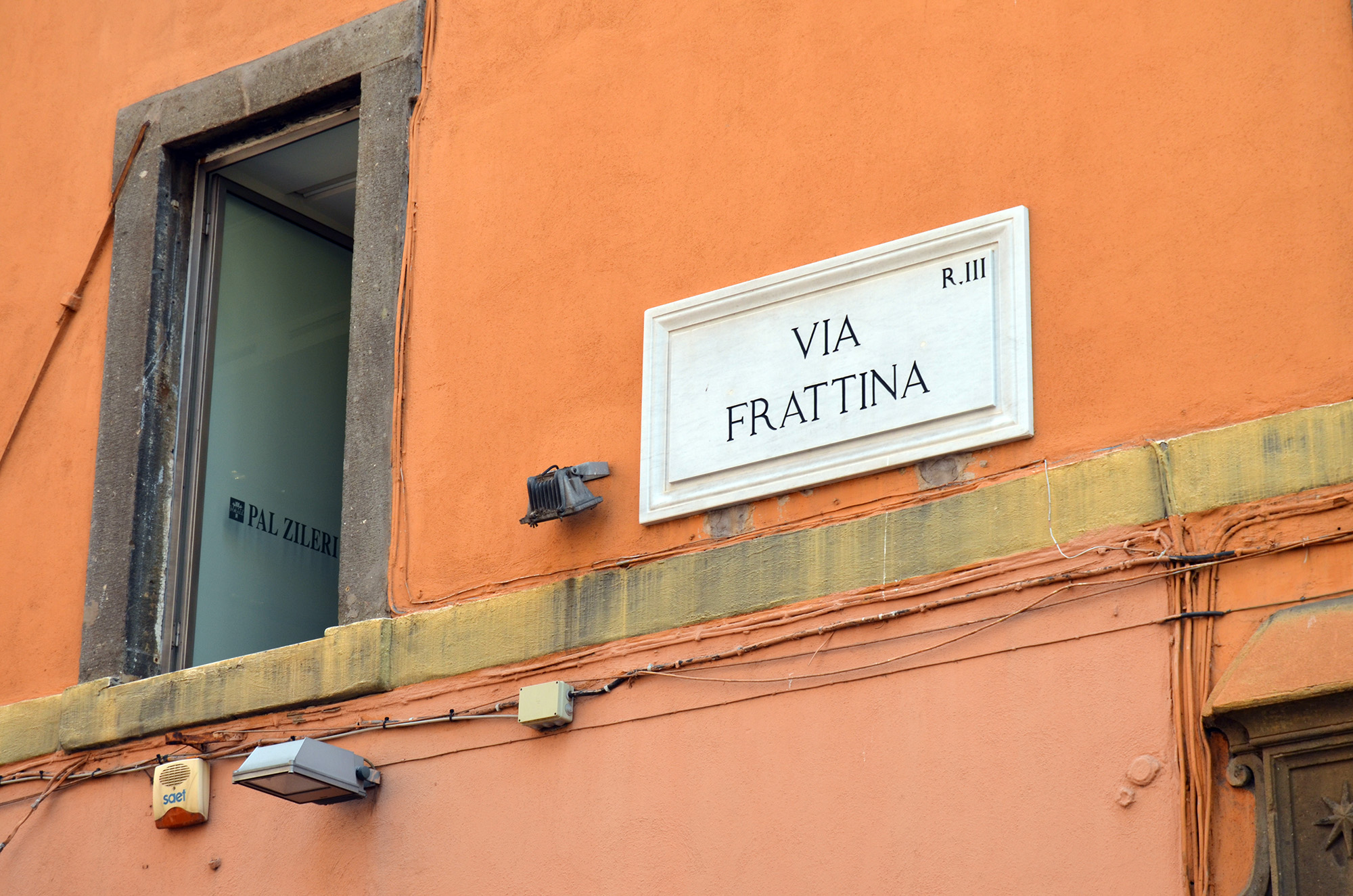
Panneau de la rue
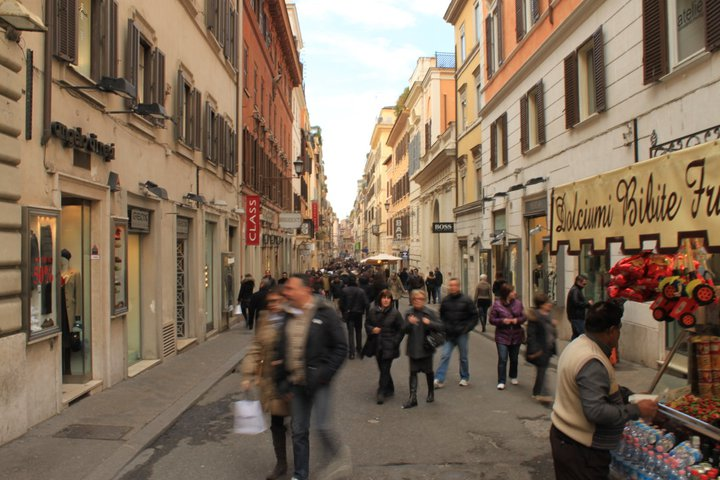
La rue commerçante